# Spiranthes
Spiranthes Rich., 1817 è un genere di piante angiosperme monocotiledoni appartenenti alla famiglia delle Orchidacee, dall'aspetto di piccole erbacee con una tipica infiorescenza a spirale.

## Etimologia
Il nome generico (Spiranthes) deriva dalla forma dell'infiorescenza. Infatti dal greco sappiamo che ”speira” = spira e ”anthos” = fiore. Questo genere è stato fondato dal botanico francese Louis Claude Marie Richard descritto nell'opera ”De Orchideis Europaeis Annotationes” pubblicata nel 1817.

## Descrizione

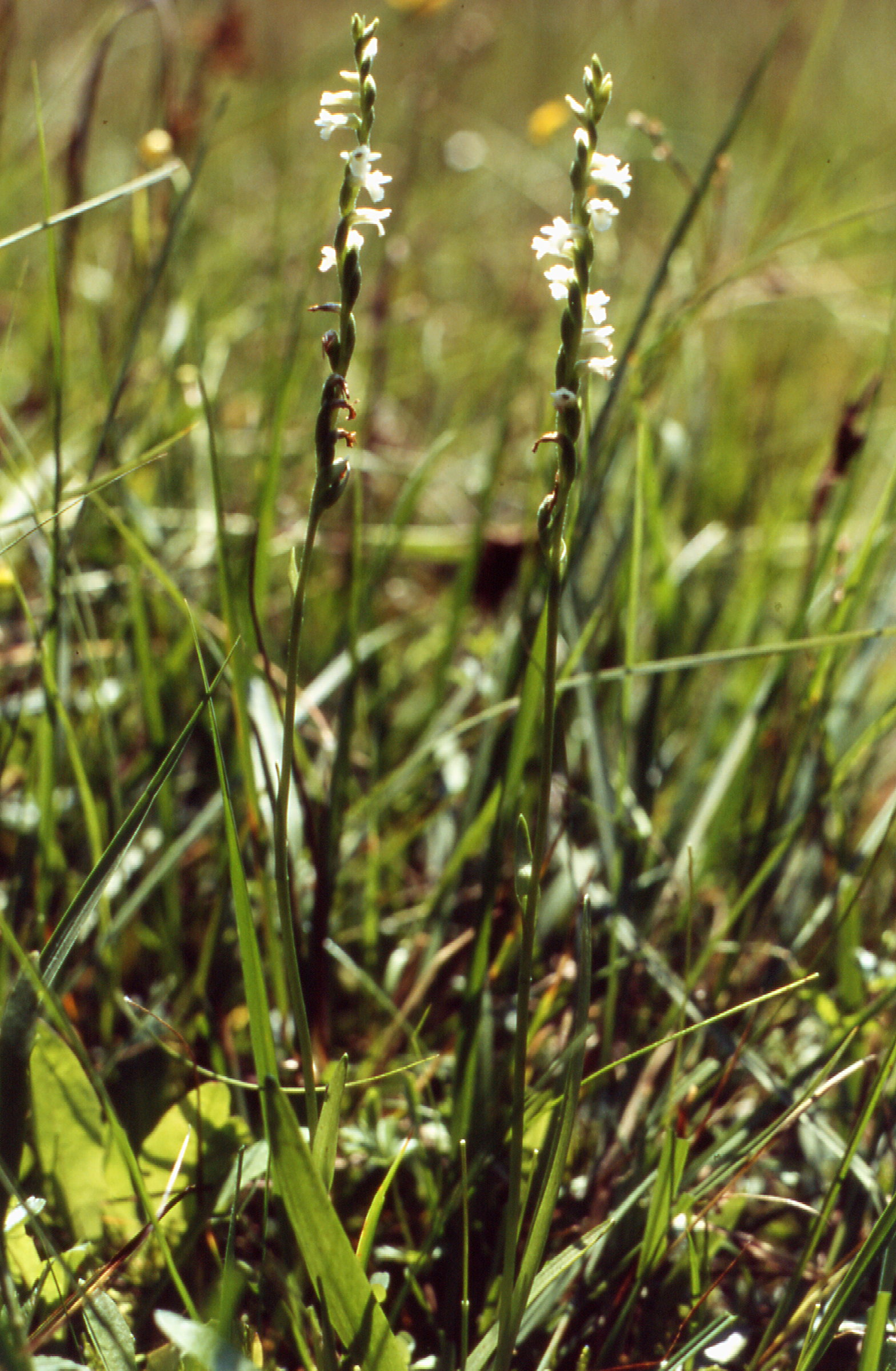
Il portamento (Spiranthes aestivalis)

I dati morfologici si riferiscono soprattutto alle specie europee e in particolare a quelle spontanee italiane.
Sono piante erbacea perenni alta fino a 50 cm. La forma biologica prevalente di queste orchidee è geofita rizomatosa (G rizh), ossia sono piante con un particolare fusto sotterraneo, detto rizoma, che ogni anno si rigenera con nuove radici e   fusti avventizi. Sono orchidee terrestri in quanto contrariamente ad altre specie, non sono “epifite”, ossia non vivono a spese di altri vegetali di maggiori proporzioni (hanno cioè un proprio rizoma).

### Radici
Le radici sono secondarie da rizoma. Sono del tipo fascicolato (carnose e glabre) e si trovano nella parte superiore dei rizotuberi.

### Fusto
- Parte ipogea: la parte sotterranea consiste in un corto rizoma terminante in due (o più) tubercoli allungati (o rizotuberi fusiformi)) le cui funzioni sono quelle di alimentare la pianta, ma anche di raccolta dei materiali nutritizi di riserva. Queste piante non sono stolonifere.
- Parte epigea: i fusti aerei sono sottili, ascendenti e semplici. Al momento della fioritura alcune specie presentano uno scapo afillo.

### Foglie

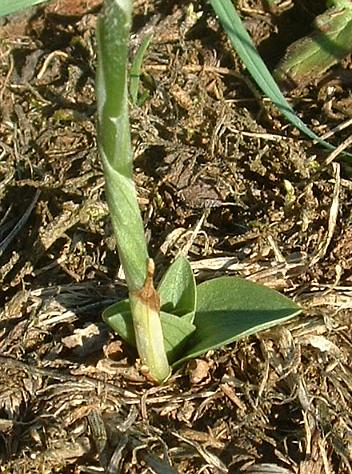
La rosetta basale (Spiranthes spiralis)

- Foglie basali: sono presenti alcune foglie riunite in una rosetta basale; sono intere da forma lineare-lanceolata a ovata con apice acuto e portamento eretto. La pagina fogliare è percorsa da deboli venature longitudinali (foglie di tipo parallelinervie).
- Foglie cauline: sono progressivamente ridotte a delle squame patenti simili a brattee.

### Infiorescenza

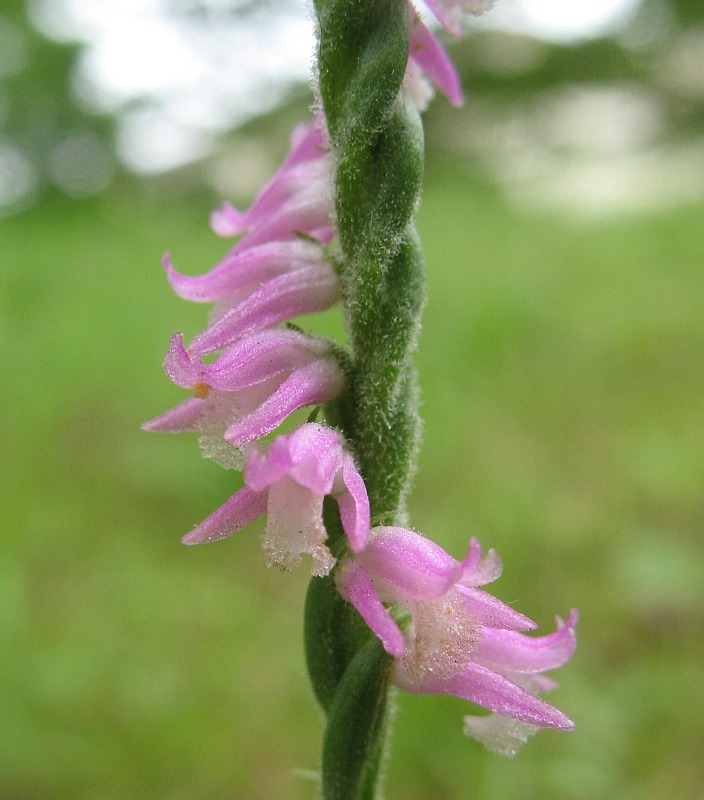
Infiorescenza(Spiranthes sinensis)

L'infiorescenza è una spiga sessile e unilaterale. La disposizione dei fiori è tipicamente a spirale. I fiori sono posizionati alle ascelle di brattee; alcuni sono resupinati, ossia ruotati di 180° per cui il labello si trova in posizione bassa, mentre altri non lo sono. 

### Fiore

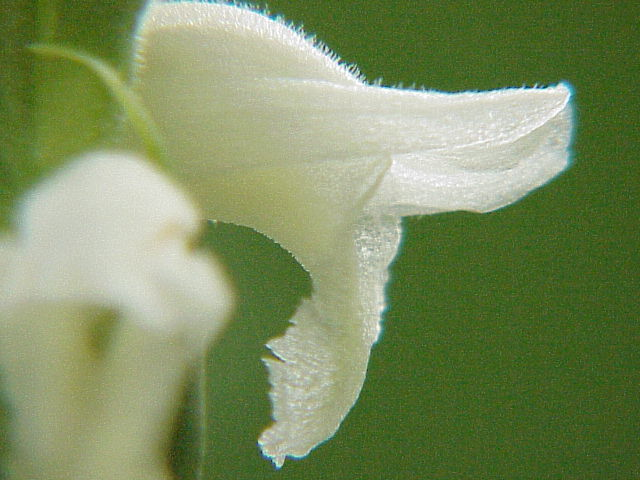
Infiorescenza(Spiranthes cernua)

I fiori, piccoli quasi labiati, sono ermafroditi ed irregolarmente zigomorfi, pentaciclici (perigonio a 2 verticilli di tepali, 2 verticilli di stami (di cui uno solo fertile – essendo l'altro atrofizzato), 1 verticillo dello stilo). Il colore di fiori è vario: bianco, crema o giallo, rosato-lilla o verdastro.
- Formula fiorale: per queste piante viene indicata la seguente formula fiorale:

X, P 3+3, [A 1, G (3)], infero, capsula
- Perigonio: il perigonio è composto da 2 verticilli con 3 tepali (o segmenti) ciascuno (3 interni e 3 esterni). I vari tepali (a parte il labello) sono più o meno uguali (a forma ovato-lanceolata), ottusi e più o meno conniventi. Quelli interni insieme a quello dorsale esterno formano una specie di cappuccio a protezione degli organi riproduttivi (ginostemio). I due tepali laterali esterni possono invece essere patenti e comunque più liberi.
- Labello: il labello è semplice (non formato da due parti distinte) e privo dello sperone. La forma è oblungo-spatolata e allargata (e crenulata) nella parte terminale, mentre alla base i margini sono ripiegati all'interno così da contenere lo ginostemio.
- Ginostemio:  lo stame con le rispettive antere (in realtà si tratta di una sola antera fertile biloculare – a due logge) è concresciuto con lo stilo e forma una specie di organo colonnare chiamato ginostemio[5]. Il polline è conglutinato in pollinii (o masse polliniche) collegati direttamente (senza caudicole o con caudicole a seconda della specie) al retinacolo (una ghiandola vischiosa sporgente che ha la funzione di catturare il polline).  L'ovario, infero e sessile, è formato da tre carpelli fusi insieme[3]. L'ovario è inoltre fusiforme e pubescente.
- Fioritura: dipende dalla specie (da primavera fino in autunno).

### Frutti
Il frutto è una capsula più o meno ovoidale con alcune coste. È deiscente lungo tre di queste coste. Al suo interno sono contenuti numerosi minutissimi semi (sono probabilmente i semi più piccoli della famiglia delle Orchidee). Questi semi sono privi di endosperma e gli embrioni contenuti in essi sono poco differenziati in quanto formati da poche cellule. Queste piante vivono in stretta simbiosi con micorrize endotrofiche, questo significa che i semi possono svilupparsi solamente dopo essere infettati dalle spore di funghi micorrizici (infestazione di ife fungine del genere Rhizoctonia). Questo meccanismo è necessario in quanto i semi da soli hanno poche sostanze di riserva per una germinazione in proprio..

## Biologia
La riproduzione di queste piante avviene in due modi: 
- per via sessuata grazie all'impollinazione degli insetti pronubi (imenotteri) in quanto sono piante provvista di nettare; ma la germinazione dei semi è condizionata dalla presenza di funghi specifici (i semi sono privi di albume – vedi sopra).
- per via vegetativa in quanto i rizomi possono emettere gemme avventizie  capaci di generare nuovi individui.

## Distribuzione e habitat
La distribuzione delle specie di questo genere è prevalentemente Eurasiatica, ma anche abbastanza cosmopolita e comunque extra-tropicale (Europa, Asia, Nord Africa, Americhe, Australia e Nuova Guinea). In Europa sono presenti tre specie di cui due endemiche.

### Specie spontanee italiane
In Italia sono presenti due sole specie:
- Spiranthes spiralis (L.) Chevall. (1827) - Viticcini autunnali: il periodo di fioritura è autunnale;  la rosetta delle foglie è posizionata lateralmente rispetto al fusto, mentre quella coassiale al fusto al momento dell'antesi è scomparsa (quindi lo scapo vero e proprio è afillo); le brattee dell'infiorescenza sono meno lunghe dell'ovario.
- Spiranthes aestivalis (Poir.) Rich. (1817) - Viticcini estivi: il periodo di fioritura è primaverile-estivo;  la rosetta delle foglie è coassiale al fusto; le brattee dell'infiorescenza sono più lunghe dell'ovario e i fiori più patenti.

Queste specie prediligono habitat contrastanti: zone torbose la specie aestivalis, terreni aridi la specie spiralis. Entrambe vivono sull'arco alpino. La tabella seguente mette in evidenza alcuni dati relativi all'habitat, al substrato e alla diffusione di questi fiori relativamente allo specifico areale alpino.
| Specie        | Comunità vegetali | Piani vegetazionali | Substrato          | pH     | Livello trofico | H2O   | Ambiente | Zona alpina                          |
| ------------- | ----------------- | ------------------- | ------------------ | ------ | --------------- | ----- | -------- | ------------------------------------ |
| S. aestivalis | 7                 | montano collinare   | calcareo           | basico | basso           | umido | E1 F3    | CN TO VC NO CO BG BZ                 |
| S. spiralis   | 9                 | montano collinare   | calcareo – siliceo | neutro | basso           | medio | F2 I2    | tutto l'arco alpino (escl. CN BL BZ) |

Legenda e note alla tabella.
Per il “substrato” con “Ca/Si” si intendono rocce di carattere intermedio (calcari silicei e simili); vengono prese in considerazione solo le zone alpine del territorio italiano (sono indicate le sigle delle province).
Comunità vegetali:
7   = comunità delle paludi e delle sorgenti
9   = comunità a emicriptofite e camefite delle praterie rase magre secche
Ambienti:
E1 = paludi e torbiere basse
F2 = praterie rase, prati e pascoli dal piano collinare al subalpino
F3 = prati e pascoli mesofili e igrofili
I2 = boschi di latifoglie

## Tassonomia
Il genere comprende le seguenti specie:
- Spiranthes aestivalis (Poir.) Rich.
- Spiranthes arcisepala M.C.Pace
- Spiranthes australis (R.Br.) Lindl.
- Spiranthes brevilabris Lindl.
- Spiranthes casei Catling & Cruise
- Spiranthes cernua (L.) Rich.
- Spiranthes delitescens Sheviak
- Spiranthes diluvialis Sheviak
- Spiranthes eatonii Ames ex P.M.Br.
- Spiranthes flexuosa (Sm.) Lindl.
- Spiranthes graminea Lindl.
- Spiranthes igniorchis M.C.Pace
- Spiranthes incurva (Jenn.) M.C.Pace
- Spiranthes infernalis Sheviak
- Spiranthes lacera (Raf.) Raf.
- Spiranthes laciniata (Small) Ames
- Spiranthes longilabris Lindl.
- Spiranthes lucida (H.H.Eaton) Ames
- Spiranthes magnicamporum Sheviak
- Spiranthes maokensis M.C.Pace
- Spiranthes nebulorum Catling & V.R.Catling
- Spiranthes niklasii M.C.Pace
- Spiranthes ochroleuca (Rydb.) Rydb.
- Spiranthes odorata (Nutt.) Lindl.
- Spiranthes ovalis Lindl.
- Spiranthes perexilis (Sheviak) M.C.Pace
- Spiranthes porrifolia Lindl.
- Spiranthes praecox (Walter) S.Watson
- Spiranthes pusilla (Blume) Miq.
- Spiranthes romanzoffiana Cham.
- Spiranthes sinensis (Pers.) Ames
- Spiranthes spiralis (L.) Chevall.
- Spiranthes suishanensis (Hayata) Schltr.
- Spiranthes sunii Boufford & Wen H.Zhang
- Spiranthes sylvatica P.M.Br.
- Spiranthes torta (Thunb.) Garay & H.R.Sweet
- Spiranthes triloba (Small) K.Schum.
- Spiranthes tuberosa Raf.
- Spiranthes vernalis Engelm. & A.Gray

### Ibridi
Sono noti i seguenti ibridi interspecifici:
- Spiranthes × eamesii P.M.Br. – ibrido fra S. lacera var. gracilis e S. tuberosa
- Spiranthes × heteroaustralis J.M.H.Shaw
- Spiranthes × hongkongensis S.Y.Hu & Barretto
- Spiranthes × intermedia Ames  – ibrido fra S. lacera e S. vernalis
- Spiranthes × kapnosperia M.C.Pace
- Spiranthes × sierrae M.C.Pace
- Spiranthes × simpsonii Catling & Sheviak  – ibrido fra S. lacera e S. romanzoffiana
- Spiranthes × stellata P.M.Br., Dueck & K.M.Cameron
- Spiranthes × zahlbruckneri Fleischmann - ibrido fra S. spiralis e S. aestivalis

Questo genere può ibridarsi anche con altri generi:
- ×Spiranthorchis Merle (1991) - ibrido col genere Orchis.

### Sinonimi
I seguenti generi sono stati posti in sinonimia con Spiranthes:
- Aristotelea Lour.
- Gyrostachis Pers.
- Helictonia Ehrh.
- Monustes Raf.
- Orchiastrum Ség.
- Triorchis Millán
- Tussacia Desv.

## Usi

### Giardinaggio
Per queste piante vi è solamente un interesse nel giardinaggio dato soprattutto dalla particolare infiorescenza elicoidale.

## Altre notizie
In alcune aree queste pianta sono protetta quindi ne è vietata la raccolta. Alcune specie rischiano l'estinzione.